# Guy Butler
Guy Butler (Guy Montagu Butler; * 25. August 1899 in Harrow, London; † 22. Februar 1981 in St Neots, Cambridgeshire) war ein britischer Sprinter und Olympiasieger. 
1919 gewann er die britischen AAA-Meisterschaften über 440 Yards und 1926 über 220 Yards. Ebenso stellte er in diesem Jahr einen Weltrekord von 30,6 Sekunden über 300 Yards auf. Durch seinen Gewinn von vier olympischen Medaillen hält er diesen Rekord zusammen mit Sebastian Coe. 
Bei den Olympischen Spielen 1920 in Antwerpen gewann er die Silbermedaille im 400-Meter-Lauf hinter dem Südafrikaner Bevil Rudd (Gold) und vor dem Schweden Nils Engdahl (Bronze). Ebenso gewann er die Mannschaftsgoldmedaille in der 4-mal-400-Meter-Staffel, zusammen mit seinen Teamkollegen Cecil Griffiths, Robert Lindsay und John Ainsworth-Davis, vor den Teams aus Südafrika (Silber) und Frankreich (Bronze). Bei den Olympischen Spielen 1924 in Paris gewann Butler die Bronzemedaille über 400 Meter, hinter dem Briten Eric Liddell (Gold) und dem US-Amerikaner Horatio Fitch (Silber) und die Mannschafts-Bronzemedaille in der 4-mal-400-Meter-Staffel, zusammen mit seinen Teamkollegen Edward Toms, George Renwick und Richard Ripley, hinter den Teams aus den Vereinigten Staaten (Gold) und aus Schweden (Silber). Bei den Olympischen Spielen 1928 in Amsterdam trat er ebenfalls an, kam aber über einen siebten Platz im Viertelfinale im 200-Meter-Lauf nicht hinaus.
Nach seiner sportlichen Karriere arbeitete Butler als Lehrer in einer Schule, danach als Sportjournalist und war einer der Filmpioniere von Sportleraufnahmen In Action.